# Skatoconche
Die Skatoconche (von altgriechisch σκῶρ skṓr [Genitiv σκατός skatós] „Kot“ und lateinisch concha „Muschel, Schale“) ist eine Hülle aus kleinen Kotplättchen, die von den Weibchen einiger Blattkäferarten (Chrysomelidae), wie etwa denen der Gattung Clytra, um die abgelegten Eier angebracht wird. Die Form der Skatoconche ist dabei charakteristisch für die Käferart. Bei anderen Arten kommt eine nicht-strukturierte Kothülle oder das Bedecken einzelner Eier oder des Geleges mit einfachen Kothäufchen vor. Der Kot dient wahrscheinlich dem Schutz der Eier, der über Tarnung, eine Barrierefunktion und/oder chemische Abschreckung von Fressfeinden zustande kommen könnte. Einige spezialisierte Räuber nutzen allerdings die in der Kothülle vorhandenen Substanzen, um die Gelege aufzuspüren.
Einige Blattkäferarten, wie etwa Schildkäfer (Cassidinae), tragen auch als Larven oder Puppe zum Schutz einen Kotschild.